# 丑纪范
丑纪范（1934年7月23日—），中国湖南省长沙市人，气象学家，中国科学院院士。
丑纪范1956年毕业于北京大学物理系，毕业后进入中央气象科学研究所工作，1962年首先在世界上提出将数值天气预报从微分方程定解问题变为等价的泛函极值问题的途径，得出比原解法更符合实际情况的分析结果。1972年，丑纪范被调往兰州大学任教，1981年赴美国麻省理工学院进修一年，其后致力于使用数学方法提示大气动力学方程组的整体和全局行为，其成果不但在气象学界得到认同，也得到了数学界的重视。
1990年，丑纪范出任北京气象学院院长，1993年11月当选为中国科学院地学部院士。

## 资料来源
- 星辰院士风采录·丑纪范
- 维普资讯·丑纪范 （页面存档备份，存于）